# Dorohînka, Fastiv
Dorohînka (în ucraineană Дорогинка) este localitatea de reședință a comunei Dorohînka din raionul Fastiv, regiunea Kiev, Ucraina.

## Demografie
Componența lingvistică a localității Dorohînka
     Ucraineană (97,26%)
     Rusă (2,74%)
Conform recensământului din 2001, majoritatea populației localității Dorohînka era vorbitoare de ucraineană (97,26%), existând în minoritate și vorbitori de rusă (2,74%).